# Duidui
Duidui ist ein Ort und eine administrative Einheit (Distrikt) des unabhängigen Inselstaates der Salomonen auf der Insel Guadalcanal (Insel) im südwestlichen Pazifischen Ozean.

## Geographie
Duidui bildet zusammen mit Vatukulau und Talise den Verwaltungsbezirk South Guadalcanal. Der Distrikt grenzt im Norden an den Bezirk Malango und im Westen an den Distrikt Wanderer Bay.
Im Nordosten grenzt der Distrikt an den Mount Popomanaseu. Der Itina River ist einer der Flüsse, die durch den Distrikt verlaufen. Er mündet in die Mbolonda Bay.

## Klima
Das Klima ist tropisch, die durchschnittliche Tagestemperatur liegt bei gleichbleibend 28 Grad Celsius, die Wassertemperaturen bei 26 bis 29 Grad. Feuchtere Perioden sind vorwiegend zwischen November und April, diese sind aber nicht sehr ausgeprägt. Die durchschnittliche Niederschlagsmenge pro Jahr liegt bei 2000 mm und damit etwas niedriger als im Durchschnitt der Salomonen (3000 mm).